# Kohlsia mojica
Kohlsia mojica är en loppart som beskrevs av Tipton et Mendez 1966. Kohlsia mojica ingår i släktet Kohlsia och familjen fågelloppor. Inga underarter finns listade i Catalogue of Life.